# Tratado de Meersen

Tratado de Meersen.

O Tratado de Meerssen, de 870, substituiu o anterior Tratado de Verdun e resultou na divisão da Lotaríngia, cujo rei Lotário não conseguiu dominar, pelos reis e irmãos (tios de Lotário) Carlos o Calvo da Frância ocidental (actual França) e Luís o Germânico da Frância oriental (actual Alemanha). Meersen é uma cidade dos Países Baixos.
Por falta de documentos não se pode afirmar o lugar que tratado foi assinado e em que data.
O imperador Luís II, com o apoio do Papa Adriano II, tentou ficar com uma parte daquele reino, mas sem o conseguir.

## Limitações
Pelo tratado, a herança de Lotário II deveria ser dividida entre Carlos, o calvo e Luís II, o Germânico. Carlos recebeu a metade sudeste e Luís a metade noroeste.
A fronteira de ambos os reinos era demarcada ao longo dos rios Maas, Ourthe, Mosela, Marne, Saône e depois pela cordilheira de Jura.
O tratado teve grande importância no desenvolvimento político da Alemanha e da França. A Alsácia e a Lorena ficaram até o final da guerra como um ponto de discórdia entre ambos os países.